# فلسفة طاوية
الفلسفة الطاوية (بالصينية: 道家، حرفيًا: «مدرسة» أو «عائلة» طاو)، كما تُعرف أيضًا باسم الطاولوجيا (حرفيًا: تعاليم طاو)، وتشير إلى التيارات الفلسفية المختلفة لمذهب الطاوية، الذي ينحدر من التراث الصيني، إذ يؤكد على الحياة في تناغم مع الطاو (حرفيًا: الطريق أو النهج). والطاو هو مبدأ عميق غامض يمثل جوهر ومصدر وبناء الكون بأكمله.
طرحت الفلسفة الطاوية عبر تاريخها العديد من المفاهيم مثل: «وو وي» (أفعال بسيطة بلا مجهود)، «زيران» (التلقائية أو الطبيعية)، اليين واليانغ، والتشي (طاقة الحياة المتكاملة)، ومفهوم «وو» (العدم)، بالإضافة إلى أعمال التطوير الشخصي من خلال التأمل والممارسات الروحية الأخرى. تختلف الطاوية عن الكونفوشية في تركيزها على النمو والتطور الروحي والجسدي أقل من تركيزها على النظام السياسي.
كان هناك العديد من مدارس الفلسفة الطاوية منذ مراحلها الأولى، وقد استمدت تعاليمها وتفاعلت مع التراث الفلسفي الآخر مثل البوذية والكونفوشية. بينما يحاول الباحثون أحيانًا أن يفصلوا بين الفلسفة الطاوية وبين الديانة الطاوية، فإن هذا الفصل لم يكن موجودًا في حقيقة الأمر. فالأدباء والكهان الذين كتبوا النصوص الطاوية وعلقوا عليها لم يقوموا بهذا التمييز أبدًا بين الأفكار الدينية والأفكار الفلسفية، وعلى وجه التحديد تلك المتعلقة بالميتافيزيقا والأخلاق.
يُنظر عادة إلى أعمال مثل داوديجنغ وَ زيهوانغزي بوصفها النصوص الرئيسية للتراث الطاوية الفلسفي الكبير، على الرغم من تواجدها فقط خلال عهد أسرة هان، وقد جُمعت معًا تحت عنوان الطاوية. ولاحقًا ربط باحثون، مثل وانغ باي، آي تشينغ أيضًا بهذا التراث.

## الأصول المبكرة

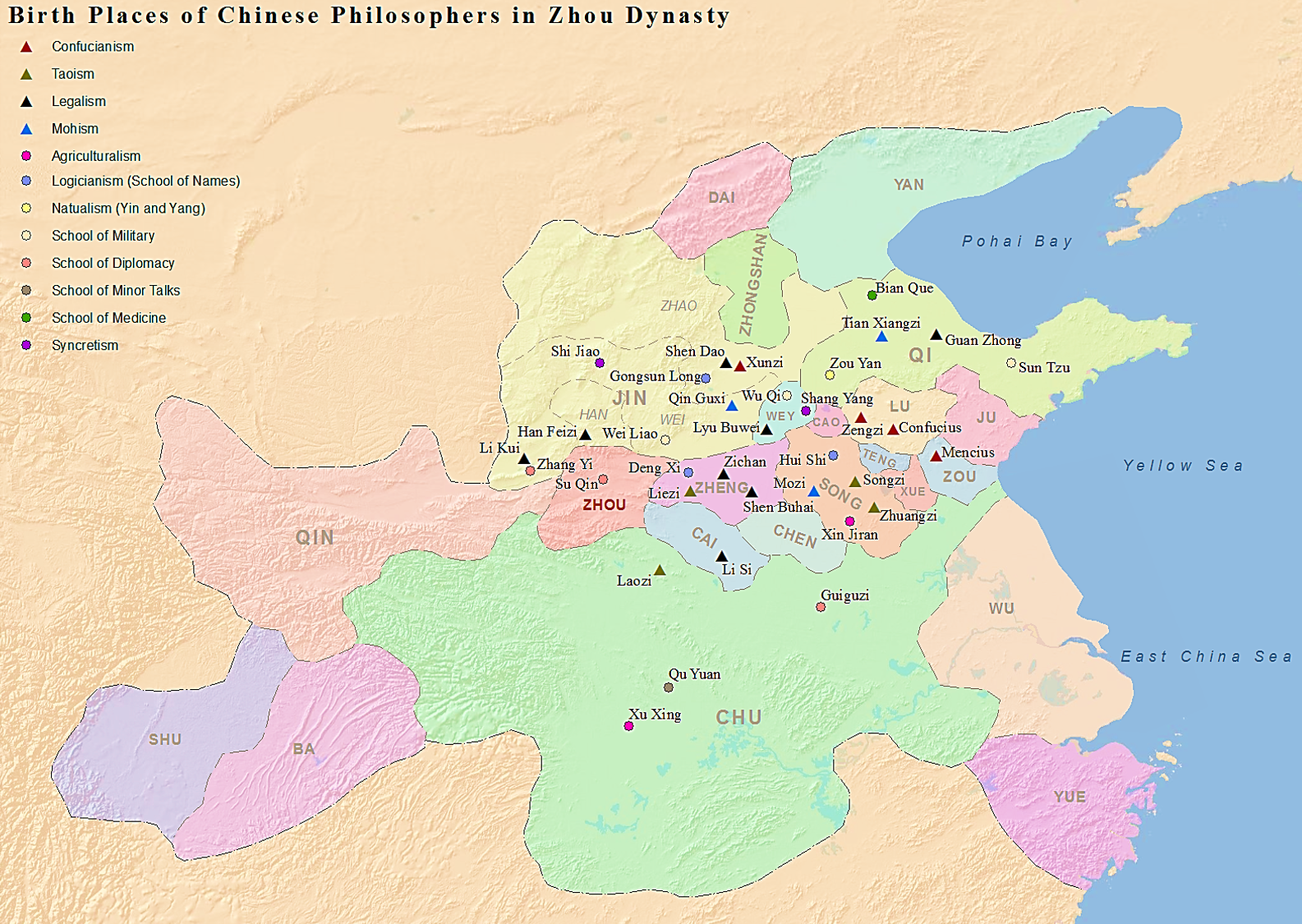
أماكن ولادة مجموعة من الفلاسفة الصينيين البارزين من مدارس الفكر المئة خلال عهد سلالة زو الحاكمة.

تعتبر الفلسفة الطاوية غير متجانسة إلى حد بعيد عندما نقارنها بالتقاليد الفلسفية الأخرى. وفقًا لراسل كيركلاند، فإن الطاويين لا ينظرون لأنفسهم بشكل عام بوصفهم أتباعًا لمجتمع ديني واحد، بحيث يتشارك مجموعة من التعاليم والممارسات الواحدة. هم لا يعتمدون على كتاب واحد أو أعمال مؤسس أو معلم واحد، وعوضًا عن ذلك، فإن الطاوية تطورت من مجموعة متنوعة وواسعة من المعتقدات والنصوص الصينية التي جُمعت معًا بمرور الوقت في بنية مركبة ومتنوعة من التقاليد. تمتلك تلك النصوص بعض الأشياء المشتركة، وتحديدًا تلك الأفكار الخاصة بالنمو والتكامل الشخصي مع ما ينظرون إليه بوصفه الحقائق العميقة للحياة. ظهرت خلال القرن الخامس قبل الميلاد أول جماعة تعرف نفسها بشكل واعٍ بوصفها طاوية، وبدأت في جمع النصوص. لم تشتمل تلك النصوص الطاوية المجمعة في بادئ الأمر على ما يُعتبر بشكل تقليدي من كلاسيكيات الطاوية مثل داوديجنغ وَالزيهوانغزي، ولكن ضُمت تلك الكتابات فقط بعد التوسع اللاحق في تراث الطاوية المؤلِف.
تطورت قصة شخصية لاوتزي خلال عهد أسرة هان، ولم يكن لها مصداقية تاريخية. طور الباحثون بالمثل موضوعات الطاوية والكونفوشية خلال عهد أسرة هان، فجمّعوا المفكرين على تنوعهم معًا، وكذلك نصوص الماضي، وتصنيف كل ذلك بوصفه طاوية، حتى على الرغم من التنوع الكبير بينهم وأن المؤلفين ربما لم يتعرفوا على بعضهم أبدًا. وهكذا نجد أنه بينما لم يكن هناك مدرسة مترابطة من الطاوية الكلاسيكية خلال حقبة ما قبل هان، فإن الذين عرفوا أنفسهم بالطاويين في ما بعد (نحو 500 قبل الميلاد) قد تأثروا بتيارات من الفكر والممارسات والأعمال الموروثة من فترة مدارس الفكر المئة (القرن السادس وحتى 221 قبل الميلاد).

### أفكار الكلاسيكيات الطاوية

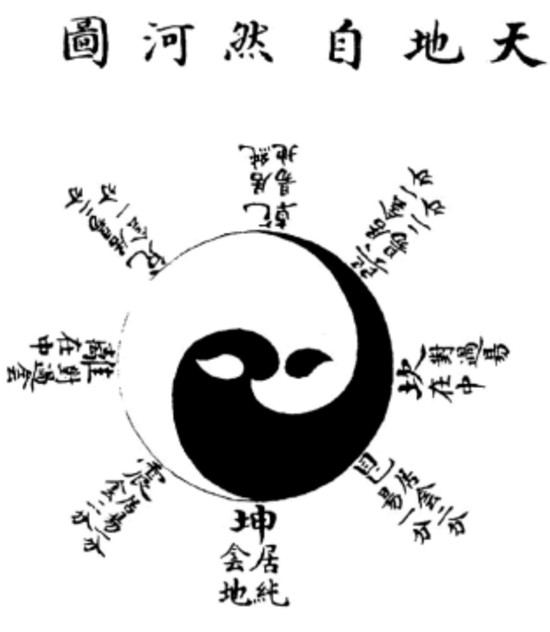
مخطط "باكوا" (八卦) من مؤلف لوشو بينيي (六書本義) الذي كتبه تشاو خويتشيين (趙撝謙) ويعود لسبعينيات القرن الرابع عشر.

يُنظر عادة إلى داوديجنغ (ويُعرف أيضًا نسبة إلى لاوتزي، نحو القرن الثالث قبل الميلاد) بوصفها النص المركزي المؤسس للطاوية، على الرغم من أنها من الناحية التاريخية واحدة فقط من المؤثرات المختلفة العديدة في الفكر الطاوي، ومع الوقت أصبحت هامشية التأثير.رتطور كتاب لاوتزي وتغير عبر الزمن، ربما بدءًا من الأقوال الشفهية، وهو عبارة عن مجموعة كبيرة من الأمثال حول موضوعات متنوعة تسعي لإعطاء القاريء نصيحة حكيمة حول كيفية الحياة والحكم، وتشمل أيضًا بعض الشبهات الميتافيزيقية. يشير لاوتزي بشكل عام إلى الطاو (تعني حرفيًا: الطريق أو النهج)، التي تمثل في نظره قوة عالمية ماهرة أو طاقة كونية مبدعة، ويصفها من خلال تشبيه أنثوي وأمومي. الطاو هو الطريق التلقائي الطبيعي الذي تنشأ وتوجد فيه الأشياء، إنه النظام العضوي للكون. يصرح لاوتزي بأن الطاو الحقيقي لا يمكن التماسه في اللغة (فلا يمكن تسميته).
يذكر لاوتزي أيضًا مفهوم وو وي (فعل بلا مجهود أو قوة)، والذي يتضح من خلال مماثلته مع الماء (مثل التحرك مع تيار النهر عوضًا عن التحرك ضده)، ويشمل أساليب بارعة -من ضمنها الحيل الأنثوية- يمكن للمرء استخدامها لتحقيق النجاح. ترتبط فكرة وو وي بالطاعة والحد الأدنى من الفعل والرقة. تمثل وو وي النشاط المثالي للحكيم (شنغ رن)، الذي يعبر عن تي (الاستقامة) بشكل تلقائي وبدون مجهود، ويتصرف كأنه متحد مع القوى الكونية للطاو، محاكيًا الأطفال أو الخشب الخام. يركزون على طاقاتهم الداخلية، ويكونون متواضعين ومرنين وقانعين، ويتحركون بشكل طبيعي بدون قيود من بنية المجتمع والثقافة. يقدم لاوتزي أيضًا النصيحة إلى الحكام، مثل عدم نفورهم أبدًا، والاحتفاظ بالسلاح دون استخدامه، وإبقاء الناس بسطاء جاهلين، والعمل من خلال أساليب ماهرة غير واضحة، عوضًا عن العمل بأساليب قوية وظاهرة. ويُنظر إلى ذلك في العموم بوصفه تعزيزًا للدولة بالحد الأدنى.
هناك نص آخر مثل داوديجنغ لكنه أقل شهرة يقدم أقوال حكيمة مختصرة لكن مع تركيز مختلف، ويسمى ني-ييه (يعني حرفيًا التنمية الداخلية). يُعتبر ني-ييه مصدرًا نصيًا مبكرًا وهامًا بالنسبة لتنمية الطاوي الشخصية للقلب والعقل، والتي تعتبر دفاعًا عن تنمية وتقوية تشي (طاقة الحياة)، وتشينغ (الجوهر الحيوي)، وشين (الروح).
هناك نص ثالث يُنظر إليه أيضًا بوصفه من كلاسيكيات الفكر الطاوي، وهو زيهوانغزي، وكان يعتبر أيضًا عملًا هامشيًا في أغلب الأحيان بالنسبة للطاويين الصينيين. يحتوي على أفكار متنوعة، مثل الفكرة القائلة إن المجتمع والأخلاق ما هما إلا بناء ثقافي نسبي، والحكيم لا تتحكم فيه مثل تلك الأشياء والحيوات، بمعنى أنه يتجاوزها. تتطلب رؤية زيهوانغزي لكي يصبح المرء حكيمًا، أن يُفرّغ من القيم الاجتماعية التقليدية والأفكار الثقافية، ثم يصقل من وو وي. ويرى بعض الباحثين وجود أفكار بدائية في زيهوانغزي، والتي تدافع عن العودة إلى صور أكثر بساطة في الحياة.
وفقًا لكيركلاند، تشترك تلك النصوص الثلاثة بشكل عام بفكرة أن المرء لا يمكنه أن يحيا حياة حكيمة إلا إذا تعلم كيفية العيش وفقًا للقوى غير المرئية للحياة ووفقًا للطرق البارعة، لا بناءً على اهتمامات المجتمع المبتذلة. تشتمل تلك القوى البارعة على تشي وتاو وشين (الروح).